# Lobelia goldmanii
Lobelia goldmanii là loài thực vật có hoa trong họ Hoa chuông. Loài này được (Fernald) T.J.Ayers mô tả khoa học đầu tiên năm 1990.